# Servi di Cristo Sacerdote
I Servi di Cristo Sacerdote (in latino Institutum Servorum Christi Sacerdotis, in inglese Servants of Christ the Priest) sono un istituto secolare di diritto diocesano eretto nella diocesi di Umzimkulu, in Sudafrica.

## Storia
L'istituto venne fondato da André Blais, degli Oblati di Maria Immacolata, per l'attività apostolica e pastorale nelle periferie delle grandi città industriali e la promozione delle vocazioni sacerdotali e religiose.
Ottenuto il nihil obstat della Congregazione di Propaganda fide, il vescovo di Umzimkulu Bonaventura Dlamini eresse l'istituto il 21 novembre 1956.

## Diffusione
Nel 1972 l'istituto contava 30 membri, 11 dei quali sacerdoti, e 83 aspiranti provenienti da Sudafrica, Canada e Lesotho; erano attivi nelle diocesi di Umzimkulu, Pretoria, Maseru e Windhoek.
Nel 1985 i membri dell'istituto erano saliti a 43 e tra le loro file contavano un vescovo (Bonifatius Haushiku, di Windhoek).